# 平季長
平 季長（たいら の すえなが）は、平安時代前期の貴族。桓武平氏、大納言・平高棟の四男。官位は従四位下・右大弁。

## 経歴
清和朝の貞観13年（871年）に渤海使が来航すると、式部少丞であった季長はその接待にあたる掌渤海客使に任じられて、大内記・都言道（都良香）と共にこれに対応した（このときの位階は正六位上）。陽成朝に入り、元慶年間初頭には兵部少輔兼伊勢権介の官職にあったが、元慶2年（878年）に発生した元慶の乱の終結後に、右近衛権少将兼陸奥守に遷る。元慶6年（882年）従五位上に叙せられる。
光孝朝の仁和2年（886年）右中弁に任ぜられ、武官から文官に遷る。菅原道真と早くから親交があり、仁和4年（888年）の阿衡事件（阿衡の紛議）の際には共に意見書を提出している。その後、宇多天皇・源能有の側近として重用され、五位蔵人・左右中弁を歴任する。特に寛平7年（895年）に能有が五畿内諸国別当に任じられると、山城国問民苦使に任じられ、権門による土地兼併が激しい同国の実情を調査して地方行政の改革と農民救済策をまとめた。宇多天皇-源能有によって推進された寛平の治において、季長は菅原道真・藤原忠平と共にその実務を担った貴族官僚であったと考えられている。
寛平8年（896年）に従四位下・蔵人頭に任じられ、翌年の醍醐天皇即位後も蔵人頭に再任された。宇多上皇が新帝に出した『寛平御遺誡』において、季長は「深熟公事（公務に精通した人物）」として、藤原時平・菅原道真・紀長谷雄と共に重用すべき人物として挙げられている。だが、醍醐天皇の即位から僅か9日後の寛平9年（897年）7月22日に急死。最終官位は蔵人頭従四位下守右大弁兼行侍従山城守。
菅原道真から「宮中要須之人也、聖主所照不更具陳」と評価された季長の死は、前月の右大臣・源能有の死に続くもので、宇多上皇に大きな打撃を与えた。また、2人の相次ぐ死が菅原道真を結果的に政界の矢面に立たせることとなり、昌泰の変の遠因となった。

## 官歴
注記のないものは『日本三代実録』による。
- 時期不詳：正六位上
- 貞観14年（872年） 4月16日：掌渤海客使
- 時期不詳：従五位下。兵部少輔。伊勢権介
- 元慶2年（878年） 8月20日：後次第司長官（伊勢斎内親王行禊）。10月1日：次侍従。12月24日：見民部少輔
- 元慶4年（880年） 日付不詳：右少弁[2]
- 時期不詳：陸奥守
- 元慶5年（881年） 7月16日?：左近衛権少将、陸奥守如元[3]
- 元慶6年（882年） 正月7日：従五位上
- 元慶7年（883年） 正月11日：兼上野権介
- 仁和2年（886年） 6月19日：右中弁
- 寛平3年（891年） 正月19日：五位蔵人[4]
- 寛平4年（892年） 3月29日：見兼近江介[5]
- 時期不詳：正五位下。左中弁[4]
- 寛平8年（896年） 4月7日：蔵人頭[4]
- 時期不詳：従四位下[4]
- 寛平9年（897年） 正月：山城守[6]。5月25日：止蔵人頭[4]。日付不詳：右大弁、侍従。7月5日：蔵人頭[4]。7月22日：卒去（蔵人頭従四位下守右大弁兼行侍従山城守）[7]

## 系譜
『尊卑分脈』による。
- 父：平高棟[7]
- 母：不詳
- 生母不詳の子女
  - 男子：平中興（?-930）